# Tubas (ville)
Tubas (arabe : طوباس) est une ville palestinienne située à environ 21 km au nord de la ville de Naplouse, sur la partie occidentale du gouvernorat de Tubas au nord de la Cisjordanie, près du Jourdain. La ville, qui compte plus de 16 000 habitants, est considérée comme le centre administratif et économique du gouvernorat de Tubas. Son aire urbaine se compose de 2 271 dunums (227 hectares). Elle est régie par un conseil municipal de 15 membres et la plupart de ses habitants sont employés dans le domaine de l'agriculture ou les services publics. Ouqab Daraghmeh a été le maire de Tubas depuis son élection en 2012,.
Tubas a été identifiée comme l'ancienne ville de Thébets, une ville cananéenne célèbre pour sa révolte contre le roi Abimélec. Cependant, la ville moderne a été fondée à la fin du XIXe siècle, pendant la domination ottomane de la Palestine, par des clans arabes vivant dans la région de la vallée du Jourdain et est devenue une grande ville du district de Naplouse, particulièrement connue pour son bois et la fabrication du fromage. Elle est passée sous le mandat britannique de la Palestine en 1917, puis a été annexée par la Jordanie après la guerre israélo-arabe de 1948 et occupée par Israël à partir de la guerre des Six Jours de 1967. L'Autorité palestinienne a le contrôle complet de Tubas depuis 1995.

## Histoire

### Période antique
Le nom Tubas vient du mot cananéen Syoys Tuba qui signifie « éclairante étoiles »,. Tubas a été identifié par Edward Robinson pour être la ville cananéenne de « Thébets » mentionnée dans la Bible,. Thébets a été gouverné par le roi israélien Abimélec de Sichem. Quand les gens de Sichem (une ville cananéenne à l'époque) se révoltèrent contre lui, Thébets rejoint la révolte. Une histoire biblique rapporte qu'Abimélec voulait détruire Thébets en réponse à sa participation à la révolte ; quand Abimélec et son armée attaquèrent la ville, une femme lança une meule sur lui, : grièvement blessé, Abimelec demande à son écuyer de l'achever afin qu'on ne puisse pas dire qu'il a été tué par une femme.
Les vestiges archéologiques tels que des cimetières et des pressoirs indiquent que Tubas a été habitée à l'époque romaine en Palestine. Jérôme mentionne Thébets comme étant à treize mille romains à l'est de Neapolis (Naplouse). Outre le récit biblique, rien n'a été connue sur Thébets avant ou après la révolte.

### Période ottomane
En 1596, Tubas est apparu dans les registres de l'impôt ottoman sous son nom actuel, dans le Nahié de Jabal Sami dans le Liwa de Naplouse. Elle avait une population de 41 ménages et 16 célibataires, tous musulmans. Les impôts ont été payés sur le blé, l'orge, les cultures d'été, les oliviers, les revenus occasionnels, des chèvres et des ruches.
La Tubas moderne a été fondée à la fin du XIXe siècle, pendant la domination ottomane en Palestine. Tubas a été l'un des plus grands villages dans le sandjak de Naplouse. La plupart des habitants résidaient dans des maisons construites en terre ou sous des tentes afin de travailler sur leurs terres lointaines dans la vallée du Jourdain et de faire paître leurs moutons et leurs troupeaux de chèvres. Selon le voyageur Herbert Rix, par rapport aux autres villes de sa taille dans la Samarie, Tubas était « bien » et a d'abondantes quantités de bois qui a été récolté pour le chauffage. Tubas, contrairement aux villages dans le reste du district, dépendaient de l'élevage et non des olives pour le revenu. Les produits d'élevage inclus fromage, beurre clarifié, tapis de laine, des tentes, des cordes et des sacs en tissu. En 1882, une école de garçons a été établie dans la ville.
Le Palestine Exploration Fund a noté que les Samaritains croyaient que le tombeau d'Aser était situé à Tubas.

## Géographie

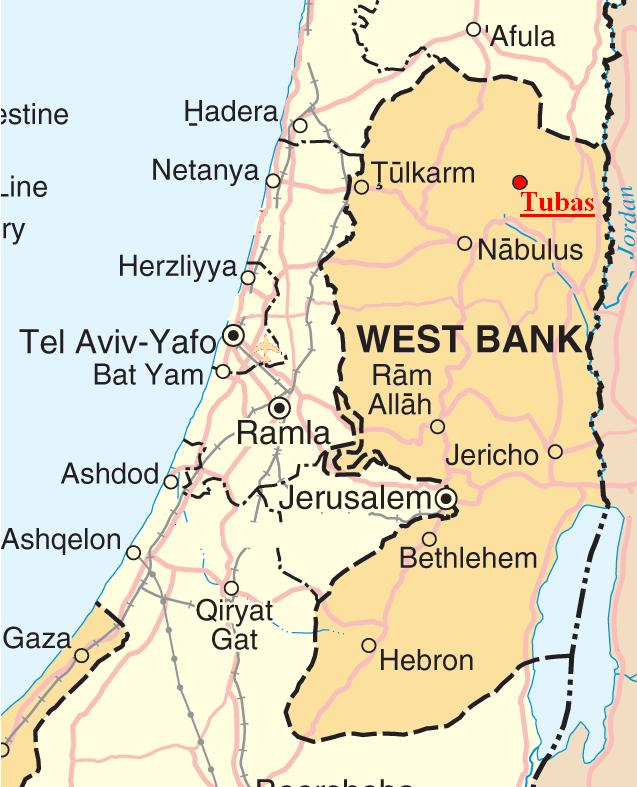
Carte de location de Tubas.

Tubas est situé sur les hauteurs de Samarie au nord de la Cisjordanie avec une altitude de 362 mètres, alors que la plupart du gouvernorat de Tubas est situé dans la vallée du Jourdain, plus au sud. En 2005, la superficie totale des terres se compose de 295 123 dunums (29 512 hectares), dont 2 271 sont classés comme bâtis, environ 150 000 utilisés à des fins agricoles et environ 180 000 confisquées par Israël pour les bases militaires et la zone tampon.
Tubas est à 21 kilomètres au nord-est de Naplouse, à 3,7 kilomètres à l'ouest du Jourdain et à 63 kilomètres à l'est de la mer Méditerranée.

### Climat
Tubas a un climat méditerranéen dégradé vers le semi-aride : l'été est chaud et sec, l'hiver est plutôt doux et humide. La température moyenne annuelle est de 21 °C, et le taux annuel moyen d'humidité est de 56 %.

### Démographie
| Années | Population |
| ------ | ---------- |
| 1922   | 3 349      |
| 1931   | 4 097      |
| 1945   | 5 530      |
| 1961   | 5 709      |
| 1987   | 10 600     |
| 1997   | 11 760     |
| 2007   | 16 154     |

Selon le bureau central palestinien des Statistiques, Tubas avait une population de 11 760 habitants en 1997. La répartition par sexe était de 50,8 % d'hommes et de 49,2 % de femmes. Tubas a une écrasante majorité des jeunes avec 52,7 % des habitants de la ville âgés de moins de 20 ans. Les gens âgés entre 20 et 34 ans constituent environ 24,7 %, tandis que les gens âgés entre 35 et 64 ans constituent environ 17,7 % et les personnes âgées de plus de 64 ans constituaient 4,9 % de la population. Le recensement a également révélé que les réfugiés représentaient 6,1 % du total des résidents.
Selon le recensement par le BCPS en 2007, Tubas avait une population de 16 154 personnes, qui a augmenté d'environ 33 % par rapport à 1997. La ville représente environ un tiers (33,4 %) de la population totale du gouvernorat de Tubas. Les fondateurs de la ville moderne – le clan de Daraghmeh – constituent environ 70 % de Tubas. Le clan dispose de plusieurs branches plus petites, y compris Mslamany, Abd al-Razeq et Abu Khazaran. La famille de Sawafta en représentent environ 25 %, le Husheh représentent 3 % et le Fuquha représentent les 2 % restants. Les habitants de Tubas sont majoritairement musulmans,, mais il y a une communauté d'environ 60 chrétiens palestiniens, tous appartenant à l'Église grecque orthodoxe.

### Économie
La situation économique de Tubas au cours de la période 1993-1999 était prospère, mais depuis le début de la deuxième Intifada en 2000-2001, le niveau du revenu de Tubas a diminué d'environ 40 %. Avant l'Intifada, le revenu moyen des ménages était de 2 500 shekel, mais le revenu moyen après l'Intifada était d'environ 1 500 shekel. Un facteur majeur qui a résulté de ce conflit est la confiscation des terres agricoles situées à l'intérieur de la ville ou de la compétence du gouvernorat par les colonies israéliennes ou des autorités militaires. Selon le bureau central palestinien, en 1999, environ 52 % des citoyens étaient dans la tranche d'âge de l'emploi (15-64 ans). Parmi la population active de la ville, 48 % sont des femmes. Le taux de chômage a augmenté de façon spectaculaire de 20 % en 1999 à 70 % après 2000. Avant l'Intifada, 35 % de la population active totale a travaillé en Israël.
Actuellement, l'agriculture représente 60 % de l'activité économique de Tubas, les services publics représentent 17 %, le commerce 10 %, le travail en Israël de 8 %, la construction et l'industrie représentent les 5 % restants. En 2006, une usine de produits laitiers a été fondée en Tubas avec l'aide de l'UCODEP, une société italienne indépendante. L'usine est spécialisée dans la production de fromage italien et vise principalement les consommateurs cosmopolites à Ramallah, Bethléem et Jérusalem, ainsi que des travailleurs étrangers et des diplomates qui vivent en Cisjordanie.
Le secteur économique principal dans Tubas est l'agriculture. La ville compte environ 150 000 dunums de terres arables, dont 124 450 dunums sont couverts de végétation et 10 604 dunums cultivées. Bien que la terre est fertile, Tubas souffre du manque d'eau pour l'irrigation. La seule source utilisée à proximité est la Far'a Ein. Les grandes cultures représentent que 49 % de la terre cultivable, tandis que les vergers représentent 40 % et les légumes que 11 %. Les tranchées israéliennes autour des villages voisins de Ras al-Ahmar et Khirbet al-'Atuf empêcher l'accès à près de 40 % des terres arables de Tubas.

## Infrastructures

### Administration
Tubas est la capitale du gouvernorat de Tubas. Depuis 1995, Tubas est localisée dans la zone A, en donnant à l'autorité palestinienne le plein contrôle de la sécurité, de l'administration et des affaires civiles.
Tubas est gouvernée par un conseil municipal depuis 1953, quand la ville a obtenu la permission de le faire par les autorités jordaniennes qui contrôlaient la Cisjordanie à l'époque. Le conseil est composé de 15 membres, dont le maire, et est basée à la salle municipale dans le centre de la ville. Les responsabilités de la municipalité comprennent l'administration civile, l'urbanisme et le développement, les services de développement social, la distribution des services sociaux, la délivrance des permis de construction et l'entretien des infrastructures : l'eau, l'électricité et la collecte des déchets solides.
Puisque Tubas est la capitale et la plus grande ville du gouvernorat de Tubas, il agit comme le fournisseur principal de services dans les villes et villages du gouvernorat. Tous les bureaux de l'autorité palestinienne qui servent le gouvernorat sont situés dans la ville. Il y a 21 institutions gouvernementales à Tubas, y compris un bureau de poste, le ministère palestinien de l'agence pour l'emploi, le ministère palestinien de l'agriculture, le ministère palestinien des affaires sociales, les pompiers et un poste de police.

### Éducation
En 2004-2005, Tubas avait douze écoles, quatre pour les garçons, trois pour les filles et cinq de coéducation. Il y avait 4 924 élèves et 191 enseignants. En outre, six maternelles sont situés dans la ville, avec un total de 620 élèves. En 1997, le taux d'alphabétisation était de 86 %, tandis que les femmes représentaient 78,3 % de la population analphabète.
Beaucoup d'étudiants tout au long de la vallée du Jourdain reçoivent leur éducation à Tubas. L'Université ouverte d'Al-Quds, a un campus à Tubas. En 2006, 1 789 étudiants et 90 professeurs étaient inscrits à l'université.

### Religion
Tubas contient six mosquées. Les mosquées principales sont la mosquée Abd ar-Rahman, la mosquée al-Tawled, la mosquée d'Omar ibn al-Khattâb et la mosquée Shaheed. La ville contient également une église orthodoxe, dans la partie nord de la ville. L'église a été construite en 1976 pour servir la petite communauté chrétienne orthodoxe.

### Services de santé
La ville contient cinq centres de santé gérés par divers organismes, dont le Croissant-Rouge palestinien. Il n'y a pas d'hôpitaux à Tubas, ni dans le gouvernorat de Tubas, les résidents doivent se rendre à Naplouse pour le traitement à l'hôpital, mais il y a deux ambulances à Tubas pour le transport d'urgence. Il y a quatre cliniques dans la ville : deux sont dirigés par des organisations non gouvernementales, l'un par l'autorité nationale palestinienne et l'un est une propriété privée. Cependant, les cliniques manquent d'équipements et de spécialistes moderne. En outre, il y a dix pharmacies dans Tubas.